# Oldřich Pelčák

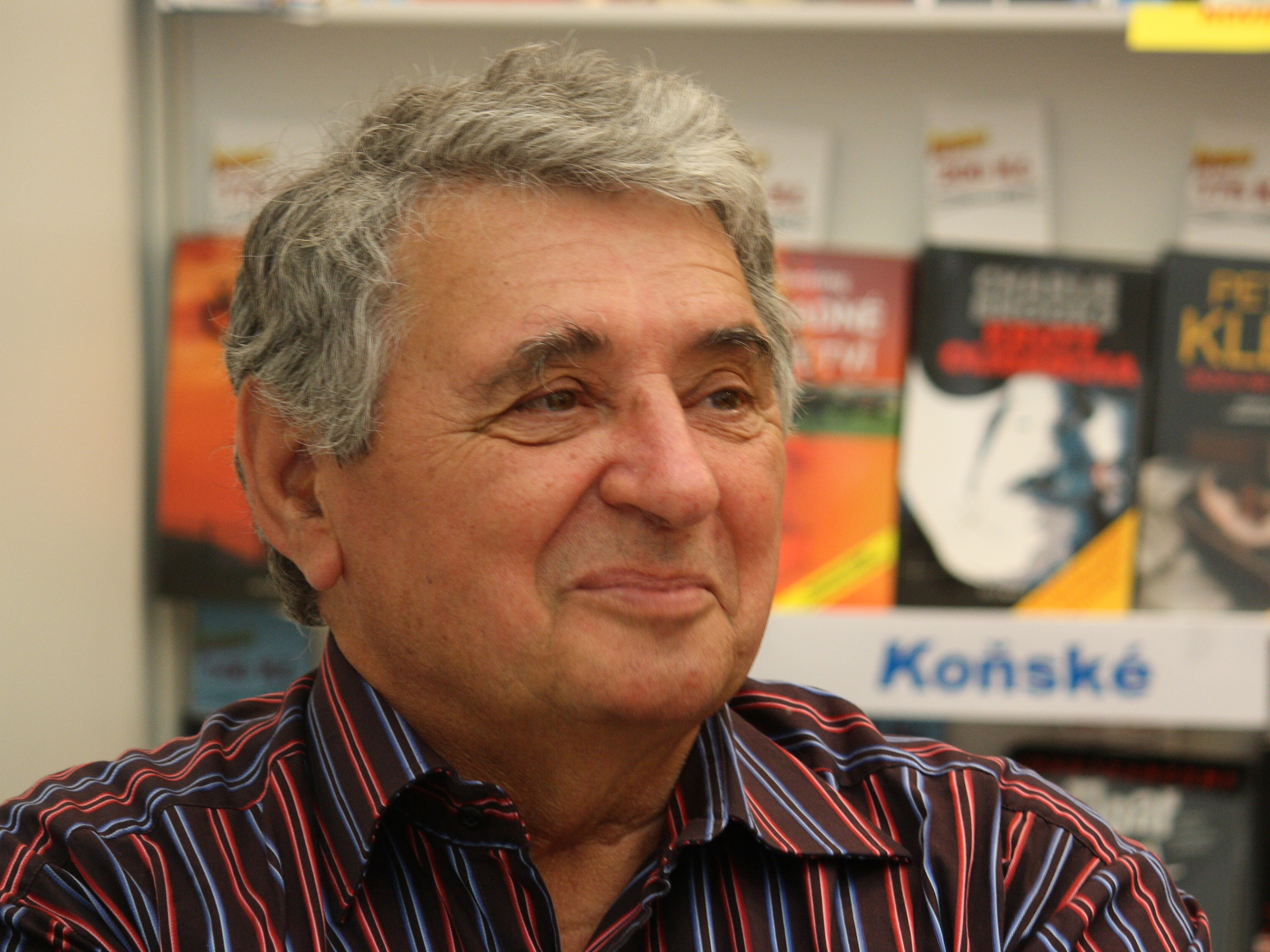
Oldřich Pelčák

Oldřich Pelčák (ur. 2 listopada 1943 w Zlínie, zm. 7 października 2023) – czeski pilot wojskowy, pułkownik lotnictwa w stanie spoczynku, dubler Vladimíra Remka – pierwszego kosmonauty z ówczesnej Czechosłowacji.
Średnią szkołę zawodową ukończył w 1958 roku w Uherskim Hradišciu. W Koszycach (Košice) szkolił się w Wyższej Wojskowej Szkole Lotniczej. Od 1965 roku służył w jednostkach wojsk lotniczych armii czechosłowackiej. W latach 1972–1976 studiował w Akademii Sił Powietrznych im. J.A. Gagarina w ZSRR. 25 listopada 1976 został razem z Vladimírem Remkiem jednym z dwóch kandydatów z Czechosłowacji do lotu na statku Sojuz w ramach programu Interkosmos. W Centrum Wyszkolenia Kosmonautów im. J. Gagarina rozpoczął szkolenie 1 grudnia 1976. Pierwszy etap przygotowań zakończył w maju 1977. W składzie załogi (razem z Nikołajem Rukawisznikowem) trenował od sierpnia 1977. Ich załoga była wyznaczona jako rezerwowa. Taki stan rzeczy pozostał do startu statku Sojuz 28, na pokładzie którego znaleźli się ostatecznie Aleksiej Gubariew i Vladimír Remek. Był to pierwszy lot załogowy w ramach programu Interkosmos.
Po powrocie do Czechosłowacji Oldřich Pelčák pełnił różne funkcje w Ministerstwie Obrony. W 1999 przeszedł do rezerwy.
W 1979 jego nazwiskiem nazwano asteroidę nr 6149.